# Skogsveronika
Skogsveronika (Veronica montana) är en växtart i familjen grobladsväxter.
Skogsveronika förekommer sällsynt på fuktig näringsrik mulljord, ofta vid källdrag. Den är flerårig med liggande, uppstigande stjälk, hårig runt om. Bladen är äggrunda eller brett äggrunda med grovt sågade, finhåriga blad. Blomning sker i maj till juni, blomklasarna sitter vid varje bladpar med blekt blålila blommor.